# Comuna Cândești, Dâmbovița
Cândești este o comună în județul Dâmbovița, Muntenia, România, formată din satele Aninoșani, Cândești-Deal, Cândești-Vale (reședința), Dragodănești și Valea Mare.

## Așezare geografică
Comuna Cândești este situată în nord-vestul județului Dâmbovița la o distanță de 36 kilometri de municipiul Târgoviște. Localitatea este așezată pe partea dreaptă a râului Dâmbovița având în componență satele Cândești Vale — reședința comunei, Dragodănești, Aninoșani, Cândești-Deal, Valea Mare și Sturzeni.

## Istorie
La sfârșitul secolului al XIX-lea, comuna făcea parte din plasa Dâmbovița-Dealul a județului Dâmbovița și era compusă din satele Aninoșani, Cândeștii din Vale și Dragodănești, având în total 1700 de locuitori. În comună funcționau 3 biserici ortodoxe și două școli mixte — una la Cândeștii din Vale, cu 77 de elevi; și o a doua la Dragodănești, cu 58 de elevi. Satul Cândeștii din Deal făcea pe atunci parte din comuna Boțești.
În 1925, comuna făcea parte din plasa Voinești a aceluiași județ, avea în compunere satele Aninoșani, Cândești și Dragodănești și o populație de 2300 de locuitori.
În 1950, a fost transferată la raionul Muscel din regiunea Argeș (denumită, între 1952 și 1960, regiunea Pitești). În 1968, ea avea componența actuală și a revenit la județul Dâmbovița, reînființat.

## Structura suprafețelor
- Suprafețe cultivate, pe culturi:
  - porumb: 38%
  - cartofi: 19%
  - legume: 18.5%
  - plante de nutreț: 24%
  - alte culturi: 0.5%
- Alte suprafețe:
  - păduri: 2535 hectare
  - apă: 50 hectare
  - drumuri: 82 hectare.

## Demografie
Componența etnică a comunei Cândești
     Români (96,36%)
     Alte etnii (0%)
     Necunoscută (3,64%)
Componența confesională a comunei Cândești
     Ortodocși (95,85%)
     Alte religii (0,16%)
     Necunoscută (3,99%)
Conform recensământului efectuat în 2021, populația comunei Cândești se ridică la 2.579 de locuitori, în scădere față de recensământul anterior din 2011, când fuseseră înregistrați 2.886 de locuitori. Majoritatea locuitorilor sunt români (96,36%), iar pentru 3,64% nu se cunoaște apartenența etnică. Din punct de vedere confesional, majoritatea locuitorilor sunt ortodocși (95,85%), iar pentru 3,99% nu se cunoaște apartenența confesională.

## Politică și administrație
Comuna Cândești este administrată de un primar și un consiliu local compus din 11 consilieri. Primarul, Alexandru Tudose[*], de la Partidul Național Liberal, este în funcție din 1 noiembrie 2024. Începând cu alegerile locale din 2024, consiliul local are următoarea componență pe partide politice:
|  | Partid                          | Consilieri | Componența Consiliului | Componența Consiliului | Componența Consiliului | Componența Consiliului | Componența Consiliului |
|  | ------------------------------- | ---------- | ---------------------- | ---------------------- | ---------------------- | ---------------------- | ---------------------- |
|  | Partidul Național Liberal       | 5          |                        |                        |                        |                        |                        |
|  | Partidul Social Democrat        | 4          |                        |                        |                        |                        |                        |
|  | Alianța pentru Unirea Românilor | 2          |                        |                        |                        |                        |                        |